# Kommunalpolitiker
En kommunalpolitiker, et kommunalbestyrelsesmedlem eller et byrådsmedlem er et folkevalgt medlem af en kommunalbestyrelse eller et byråd.

## Kommunalpolitikere i Danmark
I forbindelse med kommunalreformen i 2007 blev antallet af kommunalpolitikere kraftigt reduceret fra 4.647 til 2.520 som følge af at antallet af kommuner faldt fra 271 til 98. Kommunalpolitikere i Danmark får et vederlag på ca. 60.000 kr. årligt, dog 70,000 kr. årligt i Århus, Odense, Aalborg og Frederiksberg. Honorarets størrelse fastsættes af Velfærdsministeriet. I de fleste kommuner er antallet af kommunalpolitikere mellem 9 og 31. Der er flest kommunalpolitikere i Københavns Kommune, hvor Borgerrepræsentationen som en undtagelse har 55 medlemmer. I international sammnehæng er det ret få – også byens størrelse tages i betragtning.[kilde mangler]